# Marpissa marina
Marpissa marina är en spindelart som först beskrevs av Goyen 1892.  Marpissa marina ingår i släktet Marpissa och familjen hoppspindlar. Inga underarter finns listade i Catalogue of Life.